# 어도비 플래시 플레이어
어도비 플래시 플레이어(영어: Adobe Flash Player)는 어도비 시스템즈에 인수합병된 매크로미디어사가 만들고 배포했던 멀티미디어 플레이어이며 사람들에게 널리 쓰이는 응용 소프트웨어이다. 플래시 플레이어는 어도비 플래시 저작 도구인 어도비 플렉스나 다른 수많은 매크로미디어 관련 저작 도구로 만든 SWF 파일을 실행할 수 있다.
어도비 플래시, 줄여 말해, 플래시는 어도비가 만들어 배포한, 멀티미디어 저작 프로그램이라고도 하며 어도비 플래시 플레이어라고도 부른다. 벡터 및 레스터 그래픽스, 액션스크립트라는 이름의 네이티브 스크립트 언어, 비디오 및 오디오의 양방향 스트리밍을 사용한다. 정확히 말해, 어도비 플래시는 저작 환경이며, 플래시 플레이어는 플래시 파일을 돌리는 데 쓰이는 가상 머신이다. 그러나 회화 상에서 플래시는 저작 환경일 수도 있고, 플레이어일 수도 있고, 응용 프로그램의 파일일 수도 있다.
플래시 플레이어는 ECMA스크립트 기반의 액션스크립트 (AS)라는 이름의 임베디드 스크립팅 언어를 지원한다. 그로 말미암아, 액션스크립트가 객체 지향 코드를 지원하는 변수 없이 스크립트 구문으로부터 성장하게 되었으며, 이제는 자바스크립트(다른 ECMA스크립트 기반의 스크립팅 언어)의 기능과 비유할 만큼 변화되었다.
플래시 플레이어는 원래 2차원 벡터 애니메이션을 보여 주려고 만든 것이지만, 그 뒤로는 리치 인터넷 애플리케이션과 스트리밍 비디오 및 오디오를 만드는 데 적합하게 되었다. 벡터 그래픽스를 사용하여 파일 크기를 줄일 수 있고 대역 및 로딩 시간을 줄이는 파일을 만들어 준다. 플래시는 웹 페이지에 넣을 수 있는, 게임, 애니메이션, GUI의 공통 포맷이다.
플래시 플레이어는 일부 브라우저에 내장되어 있으며 최신 버전의 다른 브라우저(모질라 파이어폭스, 오페라, 사파리, 마이크로소프트 인터넷 익스플로러)에서도 플러그인을 통해 사용할 수 있게 되어 있다. 플러그인의 각 버전은 완전히 하위 호환성을 유지하고 있다.
플래시 플레이어는 원래 2차원 용이지만, 현재 여러 플래시용 3d엔진이 나와있고 문제인 속도도 플래시 플레이어 11부터 기본으로 그래픽 가속을 지원한다.
2017년 7월, 어도비는 2020년에 플래시 플레이어의 지원을 중단할 것이라 발표하였는데 이는 플래시 대신 개방형 HTML5 표준의 사용을 지속적으로 장려하기 위함이다. 이 발표는 애플, 페이스북, 구글, 마이크로소프트, 모질라와 함께한다. 구글에서도 2020년 12월 31일 자로 어도비 플래시 플레이어를 지원하지 않겠다고 발표했다.
이후 2021년 1월 12일 자로 어도비 플래시 플레이어는 완전히 종료되었다.

## 역사
- 매크로미디어 플래시 플레이어 2 (1997년 5월)
- 매크로미디어 플래시 플레이어 3 (1998년 4월)
- 매크로미디어 플래시 플레이어 4 (1999년 5월)
- 매크로미디어 플래시 플레이어 5 (2000년 8월)
- 매크로미디어 플래시 플레이어 6 (2002년 3월)
- 매크로미디어 플래시 플레이어 7 (2003년 9월)
- 매크로미디어 플래시 라이트 1.0 및 1.1 (2004년)
- 매크로미디어 플래시 플레이어 8 (2005년 8월)
- 매크로미디어 플래시 라이트 2.0 (2005년 12월)
- 어도비 플래시 플레이어 9 (2006년 6월): 이전 이름은 플래시 플레이어 8.5
- 어도비 플래시 플레이어 9 업데이트 1 (버전 9.0.28.0) (2006년 11월[18])
- 어도비 플래시 라이트 2.1 (2006년 12월)
- 어도비 플래시 라이트 3 (2007년 2월 발표)
- 어도비 플래시 플레이어 9 업데이트 3 (버전 9.0.115.0, 코드 네임은 무비스타, Moviestar) (2007년 12월)
- 어도비 플래시 플레이어 10 (버전 10.0.12.36, 코드 네임은 아스트로, Astro) (2008년 10월)
- 어도비 플래시 플레이어 10.1 (2010년 6월)
- 어도비 플래시 플레이어 10.2 (2011년 2월)
- 어도비 플래시 플레이어 11 (2011년 10월)
- 어도비 플래시 플레이어 11.1 (2011년 11월)
- 어도비 플래시 플레이어 11.2 (2012년 3월)
- 어도비 플래시 플레이어 11.3
- 어도비 플래시 플레이어 11.4
- 어도비 플래시 플레이어 12.2 (2014년 2월)
- 어도비 플래시 플레이어 서비스 중단

## 같이 보기
- 플래시 비디오
- 어도비 쇼크웨이브 플레이어
- 그내시: 자유 소프트웨어 플래시 플레이어
- 마이크로소프트 실버라이트
- 지역 공유 객체